# Selva de Montiel

Mapa fitogeográfico de Argentina.

Se denomina selva de Montiel a un subdistrito del distrito del Ñandubay de la provincia fitogeográfica del Espinal, dentro del dominio Chaqueño de la región del Neotrópico, ubicada en la provincia de Entre Ríos, Argentina. No es propiamente una selva, pero recibió esa caracterización por parte de la población adyacente a causa del aspecto enmarañado de su espinoso bosque semixerófito, debido a que de las ramas de los árboles penden enredaderas, líquenes, cactáceas, lianas y claveles del aire. Esta característica retardó su colonización humana y permitió que antiguamente el área se caracterizara por ser refugio de delincuentes.
Al momento de la llegada de los primeros europeos al territorio de Entre Ríos la selva de Montiel ocupaba aproximadamente un tercio del territorio de esa provincia. Actualmente solo subsiste en sectores aislados del centro-norte y centro-oeste de Entre Ríos, dentro de los departamentos Federal, San José de Feliciano, La Paz y Villaguay, con no más de 60 000 habitantes. La ganadería y las plantaciones de trigo y soja produjeron la mayor parte de la reducción de la selva de Montiel a su estado actual, casi extinguiéndola en el Departamento Villaguay.
El origen del topónimo Montiel no es conocido, pero Martiniano Leguizamón lo atribuye a Antonio Márques Montiel, terrateniente al que pertenecía gran parte del área de la selva de Montiel, que hacia 1715 fue alcalde del Cabildo de Santa Fe. El mismo topónimo ha pasado también al sistema de lomadas encadenadas denominado cuchilla de Montiel, que corresponde a la ramificación occidental de las lomadas entrerrianas, sobre parte de la cual se asienta la selva de Montiel. Estas lomadas chatas y anchas no superan los 100 m s. n. m. y están formadas por sedimentos loéssicos (depósitos de arcilla) pampeanos y marinos que se gestaron durante la era Cenozoica (o era Terciaria), lo que las hace poco aptas para la agricultura.

## Flora

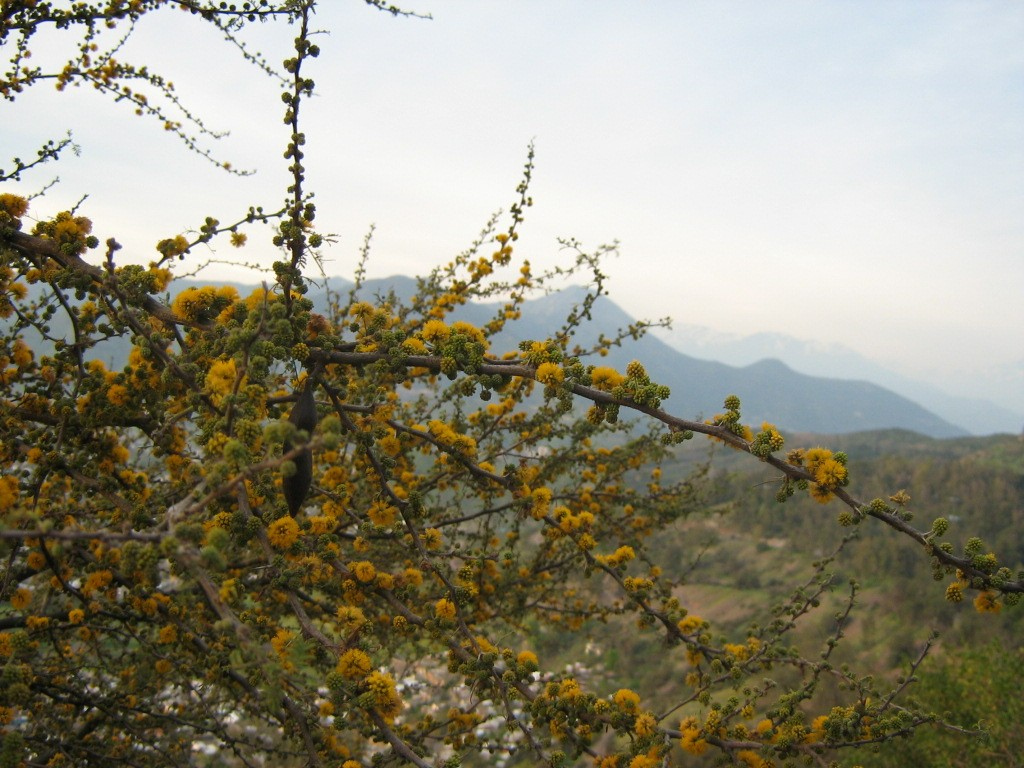
Espinillo.

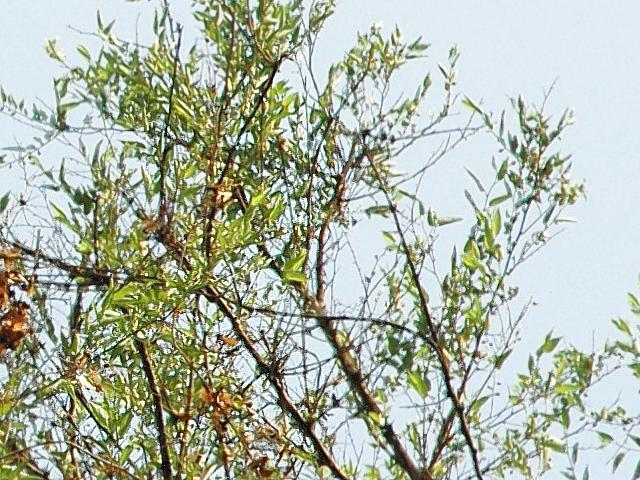
Tala.

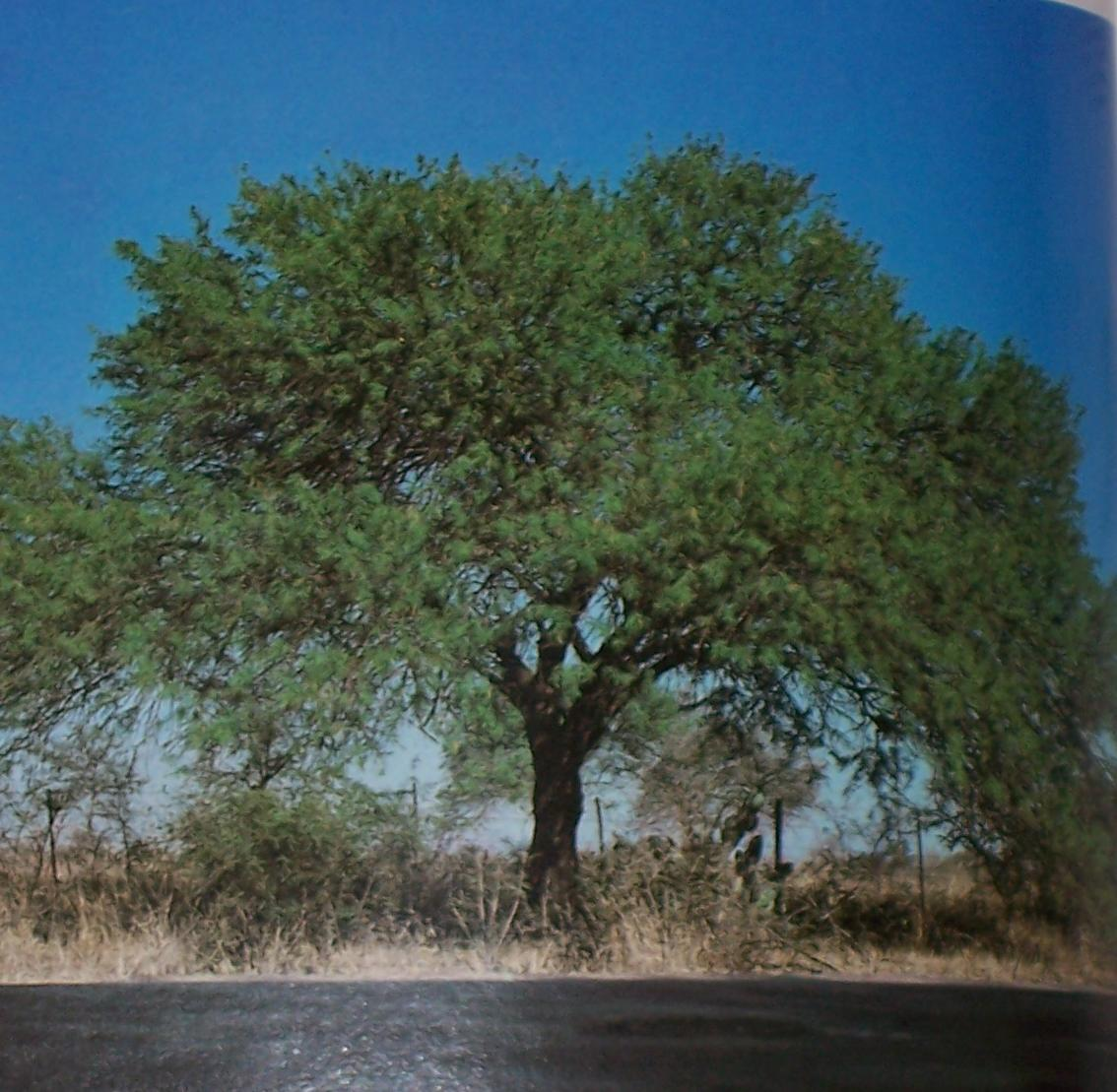
Algarrobo negro.

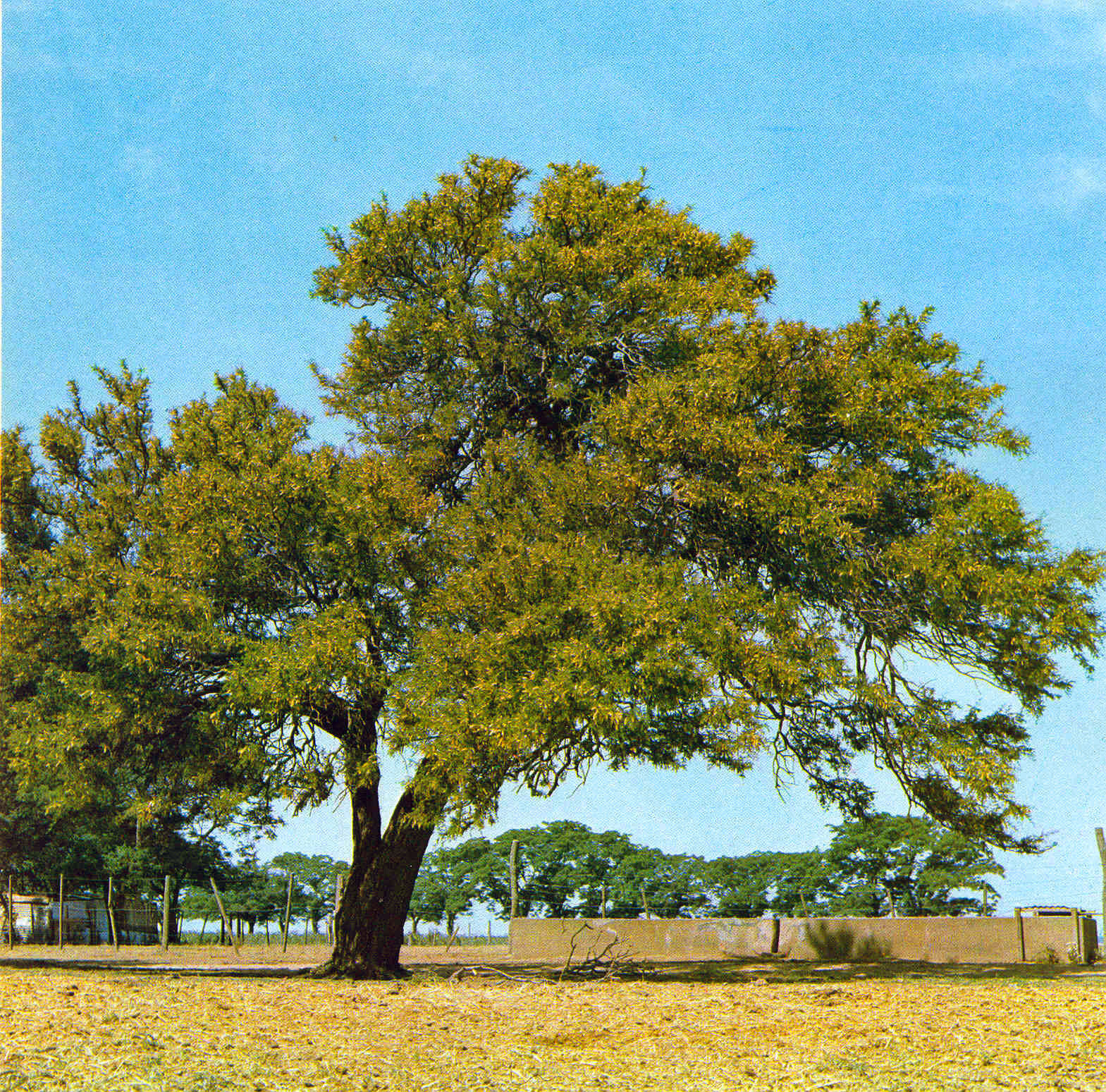
Ñandubay.

Las especies arbóreas más características de los bosques semixerófitos de la selva de Montiel son el ñandubay y el algarrobo negro, acompañados de árboles de gran porte como el quebracho blanco, el guaranináes, el algarrobo amarillo y el algarrobo blanco. Junto a ellos se hallan otros de porte medio, tales como: espinillos, molles, aguaribay o gualeguay, talas, chañares, coronillos, breas, que forman los espinillares en los bosques bajos de los suelos menos drenados. Los arbustos más frecuentes son garabato, ñapindáes, chilca, chilca negra, tabaquillo, celastrácea, camará, y el cardón. Las palmeras yatay y caranday se presentan formando palmares.
La selva de Montiel se ve cortada por las selvas en galería, que son bosques higrófilos pertenecientes a la provincia fitogeográfica Paranaense, que se desarrollan en las márgenes de los arroyos. En el sotobosque de gramíneas que se desarrolla sobre los suelos altos abundan la flechilla mansa y la cola de zorro, y en los pajonales inundables de gramíneas higrófilas se encuentra la paja de techar.

## Fauna

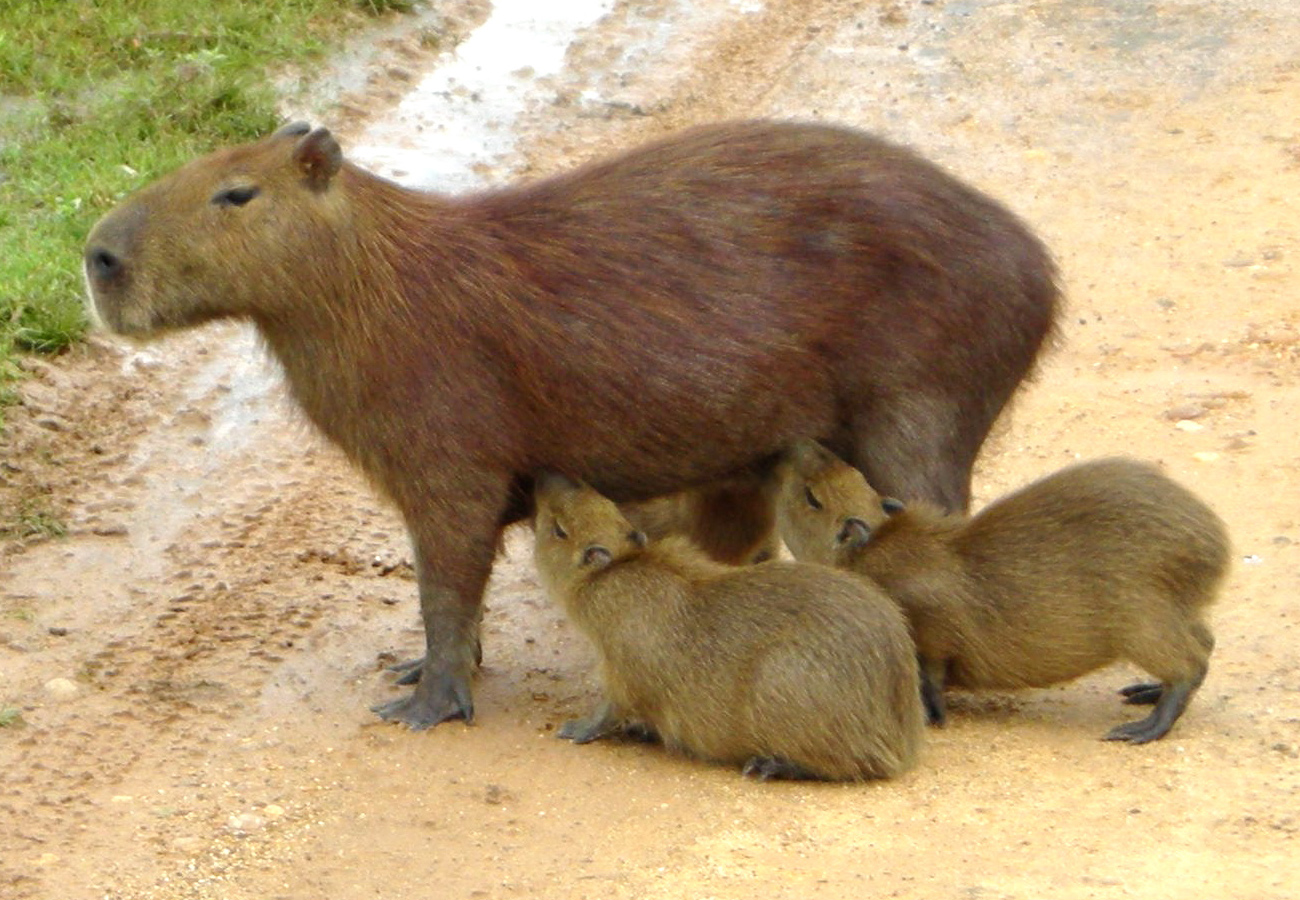
Carpinchos.

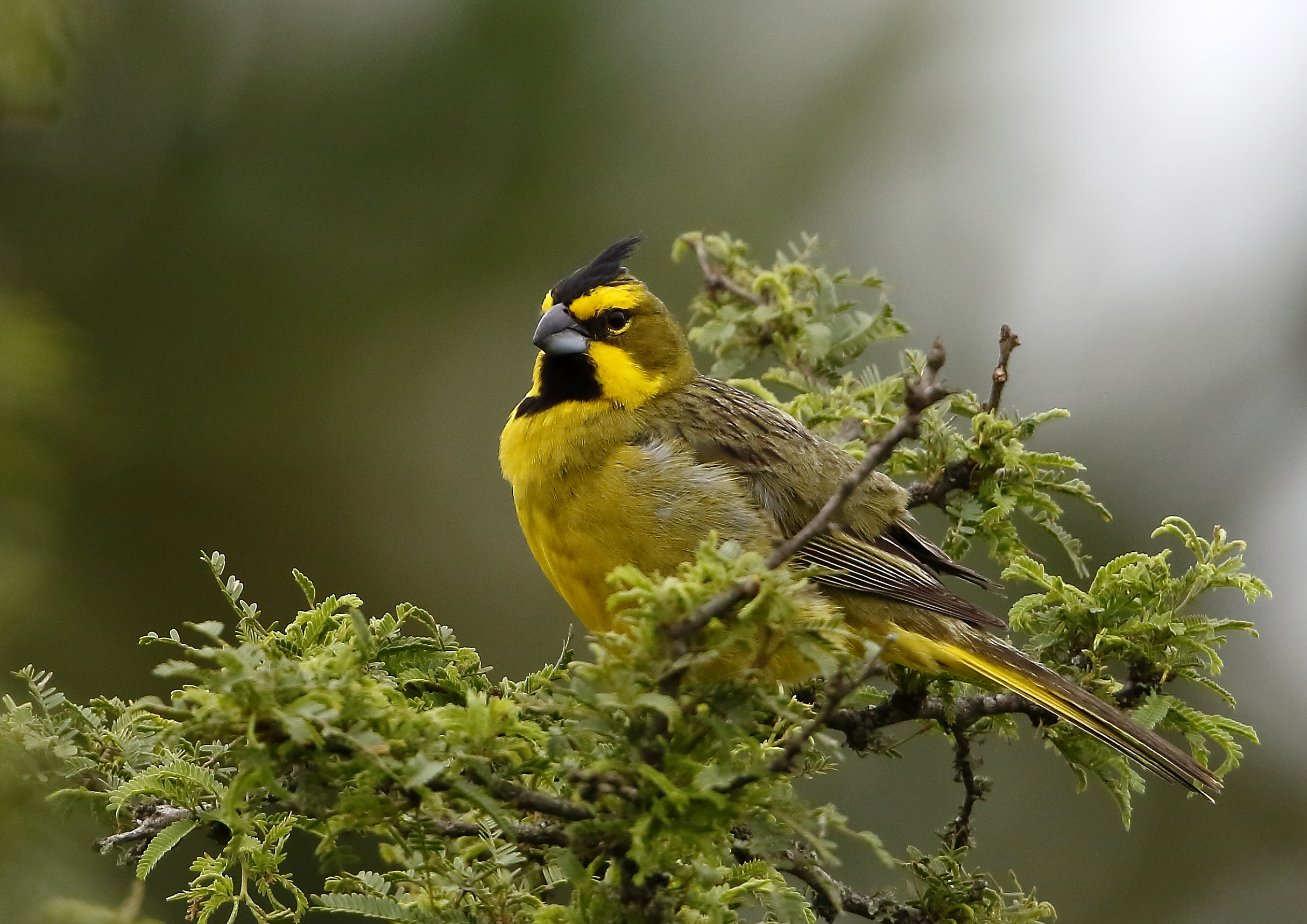
Cardenal amarillo.

Entre la fauna autóctona que aún se encuentra en los relictos de la selva de Montiel se hallan mamíferos como el viracho (corzuela parda o guazuncho), el zorro gris, el zorro del monte, el gato montés, el yaguaroundí, el carpincho, la vizcacha, el lobito de río, la nutria roedora, el osito lavador (o aguará popé), el zorrino, la comadreja overa, la comadreja colorada, el cuis común y varias especies de armadillo.
Los reptiles presentes son: tortuga pintada, tortuga de arroyo común, yacaré overo, lagarto overo, yarará grande, la coral (Micrurus frontalis), musurana (Boiruna maculata), y culebras como la ñacaniná. 
La diversidad de aves alcanza a las 250 especies, entre ellas: carpintero lomo blanco, carpintero de los cardones, aguilucho colorado, chimachima, hornero, capuchino pecho blanco (o corbatita), pato real, picaflor de barbijo, cardenal, bandurria mora, ñandú, y el cardenal amarillo, declarado monumento natural provincial mediante el decreto 4933/02 de 2002. BirdLife International incluyó a la selva de Montiel como área clave para la conservación de las aves del Neotrópico.
Entre los anfibios: rana del zarzal, escuerzo común y sapo buey.
Entre la fauna autóctona que ya no habita la selva de Montiel se halla el yaguareté, que se extinguió en la zona en las primeras décadas del siglo XX, el puma, el coatí, el pecarí de collar, y la nutria gigante o lobo gargantilla.

## Reservas naturales
Entre las reservas naturales creadas en la selva de Montiel se hallan:
- Reserva Privada Estancia El Rincón[8] en el Departamento Federal. Es una reserva privada de uso múltiple de 2098 ha creada el 28 de junio de 2005.
- Reserva Provincial de Uso Múltiple Selva de Montiel[9] en el Departamento Federal. Es una reserva provincial de uso múltiple de 70 000 ha, creada el 10 de mayo de 2006 en el paraje El Gato y Loma Limpia.[10]